# Lieselotte Plauensteiner
Lieselotte „Lilo“ Plauensteiner (* 1941 in Wien) ist eine österreichische Schauspielerin und Fernsehmoderatorin.

## Leben
Lieselotte Plauensteiner besuchte nach einer Goldschmiede-Lehre die Schauspielschule Krauss.
In der Fernsehserie Oberinspektor Marek verkörperte sie von 1965 bis 1970 an der Seite von Fritz Eckhardt in der Titelrolle die Rolle der Susi Wodak. Von 1971 bis 1983 wurde diese Serie als österreichischer Beitrag zur Fernsehserie Tatort fortgesetzt, wo sie diese Rolle weiter übernahm. Von 1968 bis 1975 moderierte Lieselotte Plauensteiner an der Seite von Heinz Zuber im ORF die Kindersendung Das kleine Haus. Anschließend war sie auch eine der Moderatorinnen der Nachfolgesendung Am dam des.
Lieselotte Plauensteiner wohnt in Wöllersdorf in Brand-Laaben, Niederösterreich, auf einem Bauernhof, (sie wollte schon als Kind gerne Bäuerin werden). Sie hat zwei erwachsene Kinder und ist dreifache Großmutter sowie zweifache Urgroßmutter.

## Filmografie (Auswahl)
- 1965–1970: Oberinspektor Marek (Fernsehserie)
- 1966: Krach im Hinterhaus (Fernsehfilm)
- 1970: Die Gartenlaube (Fernsehfilm)
- 1972: Die Abenteuer des braven Soldaten Schwejk (Fernsehserie, zwei Episoden)
- 1973–1974: Hallo – Hotel Sacher … Portier! (Fernsehserie, vier Episoden)
- 1971–1986: Tatort
  - 1971: Mordverdacht
  - 1972: Die Samtfalle
  - 1973: Frauenmord
  - 1974: Mord im Ministerium
  - 1975: Urlaubsmord
  - 1976: Annoncen-Mord
  - 1977: Der vergessene Mord
  - 1978: Mord im Krankenhaus
  - 1979: Mord im Grand-Hotel
  - 1980: Mord auf Raten
  - 1981: Mord in der Oper
  - 1982: Mordkommando
  - 1983: Mord in der U-Bahn
  - 1986: Das Archiv
- 1989: Aktenzeichen XY ... ungelöst
- 1992: Mord im Wald
- 1994: Höhenangst
- 1995: Auf Teufel komm raus